# Gilbert of Thornton
Gilbert of Thornton (auch de Thornton, de Bussy oder Buscy) (* vor 1245; † 28. August 1295 in London) war ein englischer Richter. Ab 1290 war er Chief Justice of the Court of King’s Bench.

## Herkunft
Gilbert of Thornton wurde spätestens 1245 als Sohn von Robert de Bussy aus Thornton le Moor in Lincolnshire geboren. In lokalen, vor Ende der 1280er Jahre ausgestellten Urkunden wird Gilbert häufig als Gilbert de Bussy of Thornton bezeichnet. 1266 berief ihn Thornton Abbey, die sich im etwa 24 km nördlich von Thornton le Moor gelegenen Thornton Curtis befand, als Anwalt. Nach einem der ältesten erhaltenen Gerichtsberichte diente Thornton während einer von 1271 bis 1272 durchgeführten Gerichtsreise als Serjeant (Barrister) in seiner Heimat Lincolnshire. Wahrscheinlich diente er für dieselben Richter auch 1272 als Serjeant in Warwickshire. 1275 wird er als Serjeant in einem Prozess vor dem Court of Common Pleas erwähnt, doch wahrscheinlich war er bereits einige Jahre zuvor als Serjeant an dem Gerichtshof tätig gewesen. In den nächsten Jahren vertrat er regelmäßig als Serjeant Fälle vor dem Court of Common Pleas. Ende 1280 wurde er Nachfolger von Alan of Walkingham als King’s Serjeant für die Gerichtsreisen in Nordengland. Zu seinen Aufgaben gehörte auch die Überprüfung der Besitzrechte der Ländereien der Kronvasallen und gegebenenfalls die Rückforderung von Kronbesitz. Diese Aufgabe erledigte er nicht nur während der Gerichtsreisen, sondern auch zwischen den Sitzungsperioden des Gerichts. Thornton forderte selbst von hochrangigen Magnaten wie Earl Warenne Besitz zurück, den dieser von Eduard I. erhalten hatte, als dieser noch Thronfolger war. Thornton argumentierte, dass der König eine andere Person als der Thronfolger sei, worauf Warenne den Fall 1282 zur Entscheidung vor das Parlament brachte. Dieses urteilte aber zugunsten des Königs.

## Dienst als Richter
Im Herbst 1284 sandte ihn der König nach Irland. Dort sollte er die Landbesitzansprüche des Barons Thomas Fitzmaurice in Waterford, Cork und Kerry überprüfen, die vor dem königlichen Gericht in Dublin angezweifelt wurden. Dazu sollte er weitere Ansprüche des Königs in Waterford und Desmond vertreten. Vor dem Gericht in Dublin vertrat Thornton auch den Earl of Norfolk in einem Prozess. Nachdem das Gericht zugunsten des Earls entschieden hatte, belohnte er Thornton reichlich. Im Sommer 1285 kehrte Thornton nach England zurück. Ab Herbst 1285 diente er wieder als King’s Serjeant in Nordengland sowie als Serjeant in Westminster. Während der Gerichtsreise durch Gloucestershire 1287 wurde er als king’s serjeant von dem jüngeren William Inge verdrängt. Aus unbekannten Gründen war er 1288 und 1289 auch nicht als Serjeant am Common Bench tätig. Erst Anfang 1290 wird er wieder als Anwalt des Königs am Common Bench erwähnt. Wenig später wurde er zum Chief Justice am Court of King’s Bench ernannt, nachdem der Richter Ralph de Hengham Ende Februar 1290 in Ungnade gefallen und entlassen worden war. Dieses Amt behielt er bis zu seinem Tod. Die Ernennung von Thornton, der zuvor aggressiv die Besitzansprüche des Königs gegenüber den Baronen vertreten hatte, löste unter diesen Unruhe aus. Als er Besitzansprüche von Robert Fitzwalter und Henry de Grey, Lord of Newbottle bezweifelte, kam es während eines Parlaments über Ostern 1290 zu wütenden Protesten der Barone. Daraufhin erließ der König im Mai 1290 das Statut Quo Warranto, dass den Baronen mehr Rechtssicherheit gab.

## Tätigkeit als Rechtsgelehrter
Gilbert of Thornton war möglicherweise auch als Rechtsgelehrter tätig. Er war vermutlich der Autor der Schrift summa de casibus, die in drei Manuskripten in zwei Universitätsbibliotheken in Cambridge sowie in der Free Library of Philadelphia erhalten ist. Die Schrift entstand vermutlich zwischen 1272 und 1275 und diente als Lehrbuch für Juristen. Vermutlich zu Lehrzwecken entstand ein überarbeiteter Auszug aus der Henry de Bracton zugeschriebenen Schrift De legibus et consuetudinibus Angliae, die sich später im Besitz von Thorntons Sohn Alan befand und sich heute in der Bibliothek des Lincoln’s Inn befindet. Von dieser Schrift gibt es zwei überarbeitete, aber weiter verkürzte Abschriften. Diese Abschriften muss Thornton in seiner Zeit als Chief Justice vollendet haben. Trotz dieser Tätigkeit als Rechtsgelehrter hatte Thornton aber geringeren Einfluss auf die Gesetzgebung als sein Vorgänger Hengham. Hierzu trug aber auch der Tod des Kanzlers Burnell 1292 und die Konzentration des Königs auf die Thronfolge in Schottland und den Krieg mit Frankreich bei.

## Ehe und Nachkommen
Im Gegensatz zu vielen Richtern aus der Zeit von König Heinrich III. hatte Thornton nicht dem geistlichen Stand angehört. Während der Herrschaft von Eduard I. wurde das Richteramt in England säkularisiert, und Thornton war einer der neuen Richter, die zuvor als Anwälte tätig gewesen waren. Er war verheiratet, doch der Name seiner Frau ist unbekannt. Sie starb vermutlich vor ihm. Er hatte vermutlich mehrere Söhne. Sein Sohn Alan, der sein Erbe wurde, war Geistlicher, so dass Thornton vermutlich noch einen älteren Sohn gehabt hatte, der aber vor ihm gestorben war. Alan of Thornton († vor 1313) wurde 1286 vom Erzbischof von York für ein Studium der Theologie oder des Kanonisches Recht von seinem Benefiziat in Rowley beurlaubt. Ein Gilbert of Thornton wurde 1294 Nachfolger des Richters Ralph de Hengham als Rektor von Middleton im East Riding of Yorkshire, er war vermutlich ein weiterer Sohn von Thornton. Dazu hatte Thornton mindestens zwei Töchter gehabt. Seine Tochter Richilda († nach 1313) beanspruchte nach dem Tod von Alan of Thornton einen Teil des Erbes. Der Name seiner anderen Tochter ist unbekannt, doch ihr Sohn William Cateby beanspruchte ebenfalls das Erbe von Alan of Thornton.